# Jesús López Velázquez
Jesús López Velázquez, más conocido como Velázquez (Cádiz, 26 de marzo de 1979) es un exfutbolista español que jugaba de lateral derecho en el Puerto Real Club de Fútbol.

## Clubes
| Club                       | País   | Años      |
| -------------------------- | ------ | --------- |
| Cádiz CF B                 | España | 1999-2001 |
| Cádiz CF                   | España | 2001-2005 |
| Lorca Deportiva CF         | España | 2005-2006 |
| Cádiz CF                   | España | 2006-2007 |
| Racing Portuense           | España | 2007-2009 |
| Águilas CF                 | España | 2009      |
| Unión Estepona             | España | 2009-2010 |
| Deportes Romero            | España | 2011-2012 |
| Puerto Real Club de Fútbol | España | 2012-2013 |